# (6174) Polybe
(6174) Polybe, désignation internationale (6174) Polybius, est un astéroïde de la ceinture principale.

## Description
(6174) Polybe est un astéroïde de la ceinture principale. Il fut découvert par Norman G. Thomas le 4 octobre 1983 à Flagstaff (Observatoire Lowell). Il présente une orbite caractérisée par un demi-grand axe de 3,0522 UA, une excentricité de 0,2214 et une inclinaison de 14,6931° par rapport à l'écliptique.
Il fut nommé en hommage à Polybe, général, homme d'État, historien et théoricien politique, sans doute le plus grand historien grec de son temps.

## Compléments